# 克卜勒186f
克卜勒186f（英語：Kepler-186f）是一顆環繞紅矮星克卜勒186的太陽系外行星，距離地球約492光年。該行星是第一顆在太陽以外恆星旁發現的適居帶內半徑與地球相若的系外行星。NASA 的克卜勒太空望遠鏡以凌日法偵測到克卜勒186f和另外4顆距離母恆星更近，且半徑都稍大於地球的系外行星。天文學家耗時3年分析資料找到了克卜勒186f存在的訊號，最初於2014年3月19日在研討會上報告這項發現，並且在當時有部分細節在媒體上報導。相關發現的論文發表於期刊《科學》後不久於同年4月17日向社會大眾全面公開。

## 軌道性質

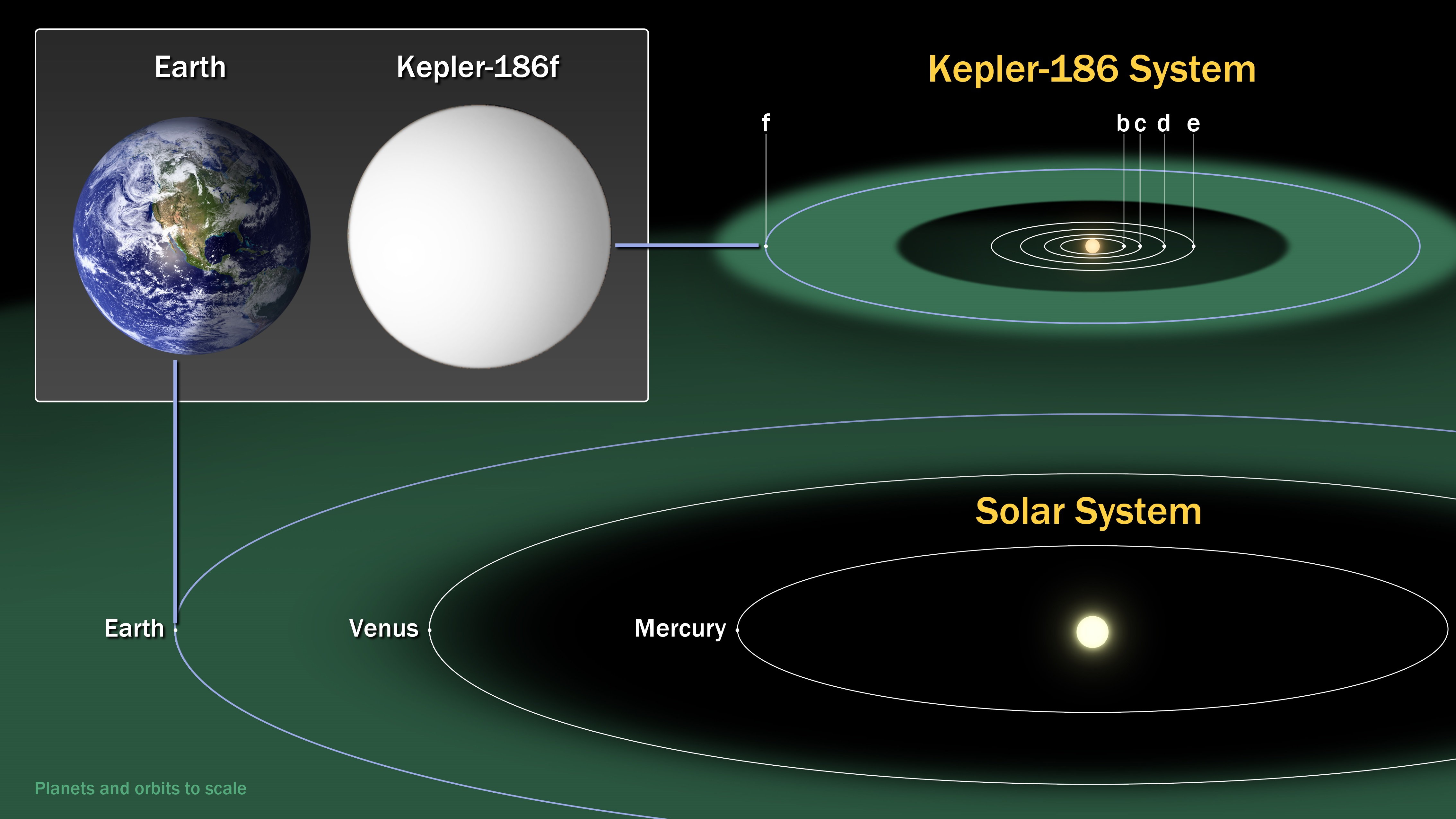
克卜勒186行星系與太陽系比較（2014年4月17日資料）。

开普勒186f的轨道周期为129.9天，其轨道半径是地日距离的36%；因此在這個距離無法確認它是否被母恆星潮汐鎖定。因為母恆星的光度並不高，克卜勒186f接收到的輻射通量只有地球的32%。該星球位於適居帶中，但位處其邊緣，與太陽系當中的火星位置類似。

## 質量、密度和組成
开普勒-186f的半径较地球大约11%。其質量、密度與位置未知；如果該星球全由鐵組成，質量預估0.32 M⊕─3.77 M⊕（全為水或冰的狀態）；如果組成與地球相近（1/3鐵、2/3矽組成的岩石），質量有可能會是1.44 M⊕。由氫和氦組成的厚重大氣層被認為不可能在半徑小於1.5 R⊕的行星形成。年輕的紅矮星輻射的極紫外線量遠高於年老紅矮星，因此行星的原始大氣可能會在紅矮星輻射大量極紫外線時遭到光致蒸發，使大氣層中大量的氫和氦經由流體動力質量流失被剝離。

## SETI協會調查目標
截至2014年4月17日，天文學家嘗試使用艾伦望远镜阵接收來自克卜勒186的無線電波約1個月的時間，但是在這期間並未接收到任何被認為和外星智慧生命科技相關的訊號。然而，如果輻射源是輻射各同向性，這樣的電波就需要至少阿雷西博天文台10倍接收能力的望遠鏡才能接收到。

## 外部連結
- First Potentially Habitable Terran World（页面存档备份，存于）, PHL
- Presskit（页面存档备份，存于）
- Formation, tidal evolution and habitability of the Kepler-186 system（页面存档备份，存于）, Emeline Bolmont, Sean N. Raymond, Philip von Paris, Franck Selsis, Franck Hersant, Elisa V. Quintana, Thomas Barclay, (Submitted on 16 Apr 2014)
- SETI Institute Google+Hangout with Research Scientists（页面存档备份，存于） April 17, 2014 @ 6PM EDT（页面存档备份，存于）
- Kepler Mission – NASA.
- Kepler – Discoveries – Summary Table（页面存档备份，存于） – NASA.